# 妖怪少女MONSTER GIRL
《妖怪少女MONSTER GIRL》（日语：妖怪少女 -モンスガ-）是由船津一輝（日语：ふなつ一輝）所作的一部日本漫畫，於集英社《週刊YOUNG JUMP》2014年14號開始連載。
單行本日文版由集英社出版發行，正體中文版由東立出版社代理發行。

## 故事簡介
西水流八喜由於父母亡沒，妹妹西水流虹緒成為植物人，只能在爺爺家中寄居。平日在秋葉原的雜貨店打零工以幫補家用，閒時喜歡去女僕咖啡廳一睹可愛的女僕「盛」（藝名）。八喜自幼可以看到妖怪和幽靈，並且能以氣味辨別其是否作惡，得益於這個能力，他能與靈魂出竅的妹妹溝通，只是無法與妹妹的靈魂觸碰。一天，八喜偶遇少女綾辻轆花，並且被轆花妖怪的身份嚇了一跳，並對其敬而遠之，八喜也從轆花口中得知妖怪的部分秘密，妖怪以人對其的驚恐為食，也能看到靈魂。不日八喜發現「盛」有惡妖附身的氣息，在轆花幫助下，八喜打敗了附身的妖怪柿男，是役八喜接受了轆花，讓她暫時在他家中居住。柿男事件之後，八喜結識了「盛」的姊姊千歳屋梛，知道盛的本名「李」之餘，也被梛拜託守護有吸引妖怪體質的李。
以此為契機，八喜開始主動去退散在秋葉原聚集的妖怪，深入妖怪的世界，了解到妖怪也有善惡，並漸漸與真壁一琉、鈴鳴喵等妖怪交好。此外，千歳屋梛在妖怪世界淵源頗深，給了八喜不少退散妖怪的業務，並承諾會尋找有干涉靈魂能力的妖怪協助虹緒恢復正常。一場場戰鬥中，八喜的靈力潛能被激發，漸漸能與轆花進行靈子合體，加強戰鬥力。八喜的事跡引起了國際現代非科學現象研究所（GCUP）的關注，GCUP是一個有政府背景的除妖組織，GCUP派人招攬八喜，兩者達成合作的共識。首次合作的除妖活動，其目標是曾被八喜退散的糸重姬瑠依。八喜憑藉氣味判斷出姬瑠依已經改過自新，希望GCUP放棄除妖，然而談判破裂，兩者分道揚鑣。之後GCUP更視八喜及其庇護的妖怪為除妖目標，雙方不斷爆發衝突。GCUP屢次圍剿八喜等人的行動接連失敗，於是從各地調來精銳，期間八喜意外發現，GCUP的最強戰力新谷優吾是他兒時的玩伴和好朋友，優吾直言八喜的靈力源頭是虹緒悲劇的原因，並打算殺死八喜。在優吾策劃的一次圍剿中，八喜身死，體內隱藏的力量爆發，並且無差別攻擊眾人，最後轆花以自己的靈魂平息了八喜的暴走，八喜也恢復了過去被封印的記憶。
八喜在年幼時曾在靜岡縣結識了轆花，兩人經常一起在林間玩耍。八喜在一次玩耍期間遭遇意外，瀕臨死亡。轆花原為過去之人，偷偷前往未來玩耍，她是秋葉權現的劍和鞘的化身，她拜託秋葉權現幫忙救下八喜，權現贈予八喜他的血液，讓八喜成為半妖和他的分身得以保存生命。權現深知自身血液非凡人能駕馭，他命轆花在八喜長大後守衛在其身旁，以阻止八喜未來存在的暴走。轆花穿越到未來，並附身一瀕死的轆轤首肉體，去尋找長大後的八喜。八喜成長期間也在某次意外車禍中失控，讓妹妹虹緒靈魂脫離肉身無法恢復，友人優吾也目睹了這次意外，在他人指點下，優吾定下除去八喜權現血脈的計劃，並以鬼的血脈強化自身。八喜恢復記憶後，加上轆花在事件後一睡不起，一度變得自暴自棄，在朋友的鼓勵下，八喜決定去尋找讓轆花醒來的方法。在大天狗和妖狐的幫助下，他得知轆花的靈魂在完成使命後回到本體，於是決定前往秋葉權現的總本殿尋找。最後在秋葉山本宮秋葉神社找回轆花本體，讓轆花靈魂回到肉身。
轆花之事剛了結，優吾的鬼血脈也引起了暴走，GCUP的總部由於優吾的失控關押的妖怪也被釋放了出來。八喜和同伴與GCUP拋開立場，一同鎮壓四散的妖怪。八喜利用覺醒的秋葉權現力量後，與四個妖怪進行靈子合體，正面應敵優吾，並成功破除了鬼血脈的影響，讓優吾恢復正常。是役，GCUP也重新審視自身的政策，認同了八喜對待妖怪的態度，兩者再度進行合作。八喜也利用覺醒的力量讓虹緒的靈魂回到肉體。

## 登場人物

### 主要人物
西水流八喜
本作的主人公。在秋葉原的雜貨店打工的處男，喜歡女僕咖啡廳的盛。小時候就擁有很強的靈魂感應能力，能聞到惡靈的臭味。主武器是御神木製作的木刀。最初是為了能找到使妹妹靈魂回到肉體的方法，而答應娜姬的邀請，進行妖怪退治。
西水流虹緒
幽靈，西水流八喜的妹妹。原因不明地靈體脫離。
千歳屋李
千歳屋梛的妹妹，八喜經常流連的女僕咖啡廳「ぴなふぉあ」的店員，藝名盛。非常喜歡妖怪。
綾辻轆花
真身為轆轤首，自稱16歲的巨乳美少女妖怪，實際年齡不詳，大胃王。需要靠吸食人類的「驚氣」維生，現居住在八喜家中。稱呼八喜為「雜貨店先生」，口頭禪是「加油油」。
喜欢西水流八喜，也是自己的初吻对象，能與對方進行靈子合體。
真壁一琉
真身為塗壁，自稱200歲以上，實際年齡不詳，外貌是可愛的幼女。特技是製造透明的牆，現居住在八喜家中，和虹緒成為了好朋友。
能與八喜進行靈子合體。
鈴鳴喵
真身為貓又，年齡不詳，轆花和李的同校同學。貌美，成績優秀，運動神經發達的完美美少女。害怕游泳，現居住在八喜家中。
能與八喜進行靈子合體。
糸重姫瑠依
真身為絡新婦，外觀為15歲的金髮雙馬尾美少女，實際年齡不詳。喜歡格鬥遊戲。
常主動誘惑八喜，喜歡稱八喜為「達令」，在秋葉原與八喜相遇，使用美人計試圖吃掉八喜，但最終被八喜和轆花合體打敗。之後改過自新，在被Gcup襲擊時被八喜及轆花所救。

### 其他角色
千歳屋梛
千歳屋李的姐姐，年齡不詳。女僕咖啡廳「ぴなふぉあ」的老闆，同時也是在同一棟建築中的cosplay占卜店「Zoramagica」的占卜師。和八喜同為靈能力者，能看見幽靈和妖怪。其真身為蘇芳白蓮。
柿之木實男
真身為タンタンコロリン，外貌是40-50歲穿著拘束具的變態。聲稱自己的屁股非常香甜，被八喜擊敗後成為梛的下僕（椅子）。
四條院杜魯切&卡帕喵
河童玩偶的人形神。特技是以刀片切碎衣服。
相澤京
轆花和李的同校同學，從小就學習空手道的少女。自小學就與李成為好朋友，心中存在對李超越朋友的喜歡，曾被河童附身襲擊李。
新谷優吾
GCUP最強的戰鬥人員，是西水流八喜的好友。

## 出版書籍
| 卷數 | 集英社         | 集英社                 | 東立出版社     | 東立出版社             |
| 卷數 | 發售日期       | ISBN                   | 發售日期       | ISBN                   |
| ---- | -------------- | ---------------------- | -------------- | ---------------------- |
| 1    | 2014年7月18日  | ISBN 978-4-08-879869-1 | 2015年8月24日  | ISBN 978-986-431-356-3 |
| 2    | 2014年10月17日 | ISBN 978-4-08-890030-8 | 2016年10月28日 | ISBN 978-986-431-357-0 |
| 3    | 2015年1月19日  | ISBN 978-4-08-890099-5 | 2017年12月4日  | ISBN 978-986-431-358-7 |
| 4    | 2015年4月17日  | ISBN 978-4-08-890143-5 | 2018年1月18日  | ISBN 978-986-431-359-4 |
| 5    | 2015年7月17日  | ISBN 978-4-08-890228-9 | 2018年12月17日 | ISBN 978-986-431-859-9 |
| 6    | 2015年10月19日 | ISBN 978-4-08-890273-9 | 2019年8月19日  | ISBN 978-986-462-684-7 |
| 7    | 2016年1月19日  | ISBN 978-4-08-890341-5 | 2021年2月19日  | ISBN 978-986-10-9519-6 |
| 8    | 2016年4月19日  | ISBN 978-4-08-890390-3 |                |                        |
| 9    | 2016年7月24日  | ISBN 978-4-08-890537-2 |                |                        |
| 10   | 2016年10月24日 | ISBN 978-4-08-890538-9 |                |                        |
| 11   | 2017年1月24日  | ISBN 978-4-08-890575-4 |                |                        |
| 12   | 2017年4月24日  | ISBN 978-4-08-890627-0 |                |                        |
| 13   | 2017年6月24日  | ISBN 978-4-08-890683-6 |                |                        |
| 14   | 2017年7月24日  | ISBN 978-4-08-890703-1 |                |                        |